# خوان باتیستا د تلدو
 خوان باتیستا د تلدو (انگلیسی: Juan Bautista de Toledo؛ ۱ ژانویه ۱۵۱۵ – ۱۶ مهٔ ۱۵۶۷) یک معمار اهل اسپانیا بود.